# 吴宅 (宁波秀水街)
29°52′56.832″N 121°32′39.629″E / 29.88245333°N 121.54434139°E
吴宅位于中国浙江省宁波市海曙区秀水街40号，始建于晚清，为清到民国时期的民居建筑群。1981年12月，吴宅被公布为海曙区文物保护单位。

## 历史
吴宅最初由清中晚期在宁波药行街开设木材行的福建籍吴姓商人所建，民国时其后代在原建筑东侧建立水榭别院，形成现在吴宅中西合璧的形态。1981年12月，吴宅被公布为海曙区文物保护单位。

## 建筑结构
吴宅主体建筑坐北朝南，占地共1260平方米，自南向北由台门、明堂、大厅、后楼以及东西分布的厢房构成。其中大厅是五间两弄的硬山顶单檐高平屋建筑，前后廊都是卷棚式建筑，其上刻有花草图案。大厅、后楼与两侧厢房相连接，形成四合院样式。吴宅大厅采用高架抬梁，横梁、房柱、柱础较同时期宁波民居更大，柱础为鼓蹬状，和邻近的明代建筑桂花厅相似，故有专家认为吴宅大厅可能建于明中晚期。
位于吴宅老建筑东首的水榭别院为三间两弄两轩的两层仿西洋式楼房，带有一个花园。花园中有一眉月形水池以及假山装饰。

## 保护现状
- 1981年12月，吴宅成为海曙区文物保护单位。[1]
- 2015年，吴宅所在的秀水街历史文化街区开始保护改造项目。[4]

- 2015年6月28日上午，盗贼撬下吴宅一块刻有“琴棋书画”图案的砖雕，被当地群众当场抓获。[5]